# پرونیکا (بلغارستان)
پرونیکا (به بلغاری: Perunika) یک منطقهٔ مسکونی در بلغارستان است که در شهرستان کروموفگراد واقع شده‌است.